# Alexandru Djuvara
Alexandru George Djuvara (Bucarest, 1858-Bucarest, 1913) fue un político rumano.

## Biografía
Nacido en Bucarest en 1858, completó sus estudios primarios y el inicio del bachillerato en Rumania y cursó estudios secundarios en el liceo Louis-le-Grand de París. Admitido en la Escuela Politécnica de París, estudió en la sección general de derecho público e historia en la Escuela de Ciencias Políticas y se licenció en Derecho en París. Hermano de Trandafir Djuvara, fue miembro de la masonería.
Entró en política en 1883 y fue varias veces representante en la Cámara por el segundo colegio de Brăila. En 1886 formó parte de la disidencia liberal contra el gobierno de Ion Brătianu. Fundó el periódico L'Etoile Roumaine y colaboró en Românul. El 31 de marzo de 1897 ingresó al Ministerio de Justicia bajo la presidencia de Dimitrie Sturdza, cargó del que dimitió en enero de 1898. También fue ministro de Industria y Comercio entre 1908 y 1909 y ministro de Asuntos Exteriores entre 1909 y 1910. Falleció el 2 de febrero de 1913 en Bucarest.